# Omer Goldstein
Omer Goldstein (hebräisch עומר גולדשטיין; * 13. August 1996 in Misgav) ist ein israelischer Radrennfahrer.

## Sportlicher Werdegang
Nachdem Goldstein 2016 bereits fünf Monate für das Team fuhr, wurde er zur Saison 2018 festes Mitglied in der damaligen Israel Cycling Academy, für die er bis einschließlich 2023 an den Start geht. In seinem Team nahm er vorrangig Helferaufgaben wahr, ein zählbarer Erfolg auf internationaler Ebene blieb ihm verwehrt. Insgesamt nahm er dreimal an einer Grand Tour teil, seine beste Etappenplatzierung war dabei der siebte Platz auf der 19. Etappe der Vuelta a España 2022. Auf nationaler Ebene errang Goldstein bisher viermal den Meistertitel in der Elite, davon einmal im Straßenrennen und dreimal im Einzelzeitfahren.
Nachdem sein Vertrag nach der Saison 2023 nicht verlängert worden war, ging Goldstein 2024 nach China und wurde Mitglied im Shenzhen Kung Cycling Team.

## Familie
Sein älterer Bruder Roy Goldstein und sein jüngerer Bruder Edo Goldstein waren ebenso Radrennfahrer.

## Erfolge
2018
- Israelischer Meister – Einzelzeitfahren

2020
- Israelischer Meister – Straßenrennen

2021
- Israelischer Meister – Einzelzeitfahren

2022
- Israelischer Meister – Einzelzeitfahren

## Grand-Tour-Platzierungen
| Grand Tour            | 2020 | 2021 | 2022 |
| --------------------- | ---- | ---- | ---- |
| Giro d’ItaliaGiro     | –    | –    | –    |
| Tour de FranceTour    | –    | 122  | –    |
| Vuelta a EspañaVuelta | 106  | –    | 63   |